# HCNG

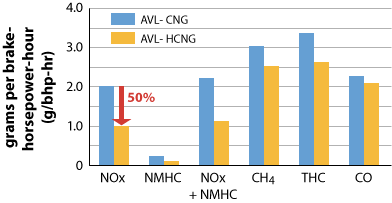
Emisión HCNG - CNG

El HCNG (o H2CNG) es una mezcla de gas natural comprimido y un 4 a 9 por ciento de hidrógeno sobre la base de su energía. Puede ser utilizada como un gas combustible para motores de combustión interna y electrodomésticos en las casas. Hay instalados dispensadores de HCNG en Hynor (Norway) Thousand Palms y Barstow California Fort Collins Colorado, Chongqing y Shanxi (China), Pico Truncado (Argentina), Islamabad (Paquistán), Dunkerque (France), Gothenburg Sweden, Río de Janeiro (Brasil), Emilia-Romagna, Lombardia (Italia), Dwarka y Faridabad (Delhi), India y la Carretera del hidrógeno de British Columbia en Canadá. 
El HCNG para aplicaciones móviles es premezclado en la punto de abastecimiento de hidrógeno.

## Investigación
En el pueblo de Nes en la isla de Ameland en Holanda, se llevó a cabo pruebas de campo por un período de cuatro años (2008-2011) donde se agregó un 20% de hidrógeno a la red de distribución local que abastecía un complejo de 14 departamentos. Los electrodomésticos afectados fueron cocinas, calderas de condensación y calderas micro-CHP.
El uso de gasoductos para gas natural para transportar HCNG fue estudiado por NaturalHy.
Si se desea obtener lo máximo posible de un motor de combustión interna utilizado en el transporte, al agregar niveles más altos de hidrógeno, es necesario modificarlos y cambiar la estrategia de control.

## Reglamentaciones y estándares
La Asociación Nacional de Protección contra el Fuego 52 actualmente cubre las estaciones de abastecimiento de CNG y de hidrógeno. Mezclas con menos de 20% de hidrógeno por volumen son tratadas en forma idéntica al CNG. Para el uso de mezclas con más del 30 -40 % de hidrógeno por volumen se utilizan herramientas para apoyar las decisiones de diseño y asegurar su utilización en forma no peligrosa.